# 5,56 × 45 mm OTAN
Le 5,56 mm OTAN ou  5,56 × 45 mm (5,56 × 45 mm NATO en anglais), normalisé dans le STANAG 4172, est un type de cartouche pour fusils d'assaut. Le terme « 5,56 OTAN » est l’appellation militaire normalisée de la munition civile .223 Remington, elle-même dérivée de la .222 Remington.
Il s'agit d'un calibre standard parmi les forces armées de l'OTAN ainsi que celles d'autres pays non membres.

## Historique
En 1980, l'OTAN la substitue au 7,62 mm comme munition standard pour ses  fusils d'assaut. Cette nouvelle version a été conçue par la branche cartoucherie de la FN Herstal. Le 5,56 × 45 mm est tiré par quelques mitrailleuses et  fusils mitrailleurs. Le 5,56 mm OTAN est utilisé la première fois dans le FN FNC[réf. nécessaire], puis dans le M16 des forces américaines, les différentes versions du FAMAS français, le HK G41 allemand, le L85A1 britannique, les CETME L/LC espagnol ou le Beretta AR70/90 italien au cours des années 1980 et 1990, etc.
En 2022, l'Armée américaine décide de la remplacer par une munition plus puissante (6,8 × 51 mm/.277 Fury) du fait de la généralisation des gilets pare-balles.

## Développement

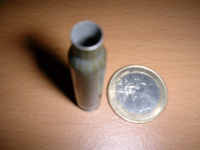
Étui de 5.56 mm Otan (5.56 mm OTAN) vu en plongée

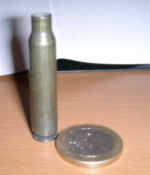
Étui de 5.56 mm Otan (5.56 mm OTAN) vu de face

Face à la puissance excessive de la 7,62 mm OTAN qui provoque un recul important pour une arme légère, nécessite plus de matières premières, et, en raison de son poids et de son volume, limite le nombre de cartouches qu'un soldat peut emporter en opération, l'idée d'une munition légère et rapide, adaptée aux distances de combat courantes (soit environ 300 m) voit le jour dans les services de recherche de l'armée américaine.
Dans le milieu des années 1950, trois cartouches de 5,56 mm de calibre sont sélectionnées pour succéder au 7,62 mm OTAN en tant que principale cartouche militaire des forces armées américaines : le .222 Winchester, le .224 Springfield et le .222 Special. Cette dernière fut développée par Eugene Stoner, d'Armalite. Toutes sont des versions améliorées de la cartouche .222 Remington. Le .222 Special est choisi parmi les autres et bientôt devient connu sous le nom de .223 Remington.
Le .223 Remington apparait pour la première fois en 1957 en tant que cartouche expérimentale militaire dans la carabine d'assaut Armalite AR-15. En 1964, il est officiellement adopté par l'armée américaine sous la désignation 5,6 mm Ball M193. Elle est utilisée dans la carabine à tir sélectif M16 qui est fondée sur le design original de l'AR-15. Cette cartouche est le travail de Robert Hutton, qui était éditeur technicien pour le magazine Guns & Ammo et qui possédait un champ de tir à la carabine en Californie. Une des exigences pour la cartouche est que le projectile possède, à 450 m, une vitesse supérieure à celle du son (environ 340 m/s soit 1 225 km/h au niveau de la mer), quelque chose qu'on ne peut pas obtenir avec la .222 Remington. Travaillant avec Eugene Stoner, Bob Hutton dessine une cartouche légèrement plus longue que la .222 et demande à Sierra de créer un projectile de 55 grains boattail, c'est-à-dire à la silhouette profilée comme l'arrière d'un bateau. Cette forme présente une meilleure pénétration dans l'air et perd ainsi moins rapidement sa vitesse initiale. Cette combinaison permet de satisfaire aux exigences.
À la fin des années 1970, la FN Herstal propose, pour la mitrailleuse légère FN Minimi, une version améliorée de la 5,56 OTAN nommée SS109 (adoptée sous le nom de M855 dans l'armée américaine), qui est aujourd'hui le standard de l'OTAN et dont le corps contient de l'acier afin d'améliorer certaines de ses caractéristiques balistiques ainsi que son pouvoir perforant. Elle rend toutefois nécessaire un pas de rayures de canon différent (1 tour tous les 7 pouces) de celui utilisé pour la .223 Remington (1 tour tous les 12 pouces). Certains constructeurs ont pris le parti de rayer les canons à raison de 1 tour pour 9 pouces afin d'offrir une précision décente avec les deux versions de la munition.

## Efficacité du 5,56 OTAN
Bien que d'un calibre et d'une puissance inférieures à d'autres munitions de fusil, le 5,56 OTAN présente une capacité de destruction considérable. Deux raisons sont avancées pour expliquer cette efficacité :
- en raison de sa forme longue et équilibrée sur l'arrière, elle bascule souvent sur son axe en pénétrant une cible. Elle la traverse en tournoyant provoquant ainsi plus de dégâts que ne le ferait une arme de poing. Ce phénomène se retrouve sur de nombreuses munitions militaires, notamment la 5,45 × 39 mm M74, concurrente soviétique au 5,56 OTAN, qui est optimisée pour basculer sur son axe à l'impact. Son efficacité est néanmoins contestée ;
- à une distance inférieure à 100 mètres, les contraintes que la balle subit à l'impact sont suffisamment importantes pour provoquer son éclatement, ce qui provoque des dégâts considérables. Un phénomène analogue survient lorsqu'elle heurte un os qui éclate alors en petits fragments. Les balles se fragmentant ou se déformant à l'impact sont interdites depuis la première conférence de La Haye en 1899. Cette conclusion est défendue par Martin Fackler, ancien chirurgien militaire de l'armée américaine et a donné lieu pour les troupes américaines utilisant le Colt M4 à une balle plus fragile afin de conserver la capacité de fragmentation en dépit de la vitesse initiale plus faible induite par la longueur réduite du canon.

## Fiche technique
(5,56 mm militaire US M855 (balle ordinaire, pointe verte)) ou Canada C77 (balle ordinaire, pointe grise))
- Diamètre réel du projectile : 5,69 mm
- Longueur étui : 44,70 mm
- Longueur cartouche : 57,40 mm
- Masse projectile : 4 g
- Masse cartouche : 11,20 g
- Vitesse initiale : 1 005 m/s soit 3 618 km/h
- Variantes courantes : M856 Tracer (traçante, pointe orange), correspondant à la L110 de la FN Herstal.

### Comparaison avec la .223 Remington
La 5,56 × 45 a une pression de 430 MPa (62 366 psi) et la .223 Remington a une pression de 380 MPa (55 000 psi). Aussi la gorge de la 5,56 × 45 est plus longue que la 223 Rem. Tirer une 5,56 × 45 dans une arme chambrée pour la 223 aura comme effet d'augmenter la pression à des niveaux dangereux dans les armes les plus anciennes mais peut se faire dans les armes modernes ou plus robustes. On peut également tirer de la cartouche de 223 dans une arme chambrée pour la 5,56 × 45 OTAN mais la puissance sera moindre. Les longues gorges sont utilisées pour les hautes pressions au-dessus de 430 MPa (62 000 psi) comme les calibres magnum de la compagnie Weatherby. Ceci a pour effet de contrôler la pression.
Il existe des variantes de poids et de longueur d'ogives, et des variantes de poids et de type de poudre existent en fonction des pays fabricants, mais les munitions « civile » et « militaire » peuvent être tirées indifféremment dans toutes les armes chambrées dans ce calibre[réf. nécessaire]. Il n'est pas rare[réf. nécessaire] que des .223 Remington et des 5,56 NATO sortent de la même chaîne de production et soient vendus dans deux packagings différents.

## Performances balistiques

### Pénétration
Une balle de 5,56 OTAN (désignation US : M855) peut transpercer 3 mm d'acier à plus de 600 m, la variante perforante (désignation US : M995) peut en revanche transpercer 6 mm d'acier à 550 m.
En 2010, on indique que la M855 perce 10 mm d’acier à 160 m et la M855A1 perce la même épaisseur à une distance de 320 m.

### Portée effective
Entre 250 et 400 m en fonction de la position de la hausse.

### Comparaisons balistiques des munitions d'armes d'épaule les plus répandues
Ce tableau présente les caractéristiques balistiques des munitions d'armes de poing les plus connues. La performance utile typique se base sur les caractéristiques des munitions standard du marché les plus fréquemment rencontrées, ceci à titre de comparaison.
La performance d'une munition, c'est-à-dire son impact sur la cible s'exprime en joules selon la formule {\displaystyle E=1/2*M*V^{2}} où {\displaystyle M} est la masse et {\displaystyle V} la vitesse de la balle.
Le recul ressenti dans l'arme, se mesure lui par la quantité de mouvement {\displaystyle Q} exprimée en kg m/s selon la formule {\displaystyle Q=M*V}.
Ainsi une munition de calibre .270 Winchester a une performance supérieure à une munition de 7,57 mm Mauser (3 670 J contre 3 035 J), mais provoque un recul équivalent (7,86 kg m/s contre 7,89 kg m/s).

## Fabricants
De nombreux sites de productions produisent cette munition à travers le monde depuis les années 1980. Le plus important étant la Lake City Army Ammunition Plant (en) d'une superficie de 15,92 km2 installée à Independence (Missouri). En 2000, elle emploie 650 personnes et produit 350 millions de balles de petits calibres. En 2007, elle a 2 500 employés et produit 1,4 milliard de balles.

### Origine des munitions 5,56 pour l'armée française
La France a fabriqué des SS109 sous la référence F4 balle à insert.
La production de munitions légères par l'industrie française s'est arrêtée en 1999 à la suite de la fermeture de l’établissement du Mans de GIAT Industries, les forces armées françaises importent depuis celles-ci.
En 2009, le ministère de la Défense achète environ 32 millions de cartouches chez cinq fournisseurs. Ses 5,56 SS109 (dénomination américaine M855 et dénomination française F5) chez ATK (États-Unis) et Fiocchi Munizioni (en) (Italie), pour les panacher avec des traçantes fournies par Metallwerk Elisenhütte GmbH (Allemagne), chez Israel Military Industries (Israël) pour les 5,56 à balle ordinaire et les munitions à blanc. L'armée de Terre se fournissait chez ADCOM Military Industries (Émirats arabes unis) pour les 5,56 M193 (dénomination française F3), mais a dû abandonner ce fournisseur, à la suite de défaillances causant une moyenne de deux incidents pour un million de cartouches tirées.
Des fabricants suisses ont également fourni les forces françaises. En 2014, il était prévu qu'elle devait recevoir environ 100 millions de cartouches de 5,56 de trois fournisseurs, chacun apportant un tiers du volume : Companhia Brasileira de Cartuchos (en) (Brésil, maison mère depuis 2007 de Metallwerk Elisenhütte GmbH), BAE Systems (Royaume-Uni) et Alliant Techsystems (États-Unis).

### Caractéristiques détaillées
| Désignation                           | M193                        | M195,            | M196               | M197,                 | M199,                                  | M232,               | M855A1             | M856A1             | M857,               | XM200,                                 |
| ------------------------------------- | --------------------------- | ---------------- | ------------------ | --------------------- | -------------------------------------- | ------------------- | ------------------ | ------------------ | ------------------- | -------------------------------------- |
| Type du projectile                    | balle                       | -                | balle traçante     | balle                 | balle                                  | balle               | balle              | balle traçante     | balle               | -                                      |
| Type d’étui                           | à gorge                     | à gorge          | à gorge            | à gorge               | à gorge                                | à gorge             | à gorge            | à gorge            | à gorge             | à gorge                                |
| Masse totale (grs)                    | 182±14                      | 127,5±4          | 177±11             | 174±11                | 150±7                                  | 181,5±7             | 187±14             | 177±11             | 187,5±7             | 109,5±4                                |
| Longueur totale (mm)                  | 53,340                      | nd               | 53,340             | 53,340                | 53,340                                 | 53,340              | 57,404             | 57,404             | 57,404              | nd                                     |
| Diamètre du projectile à la base (mm) | 5,664                       | -                | 5,664              | 5,664                 | 5,664                                  | 5,664               | 5,560              | 5,560              | 5,560               | nd                                     |
| Diamètre maximal du projectile (mm)   | 5,690                       | -                | 5,690              | 5,690                 | 5,690                                  | 5,690               | 5,690              | 5,690              | 5,690               | nd                                     |
| Masse du projectile (grs)             | 56±2                        | -                | 54±2               | 56±2                  | 56±2                                   | 56±2                | 62±2               | 63,8               | 61±2                | -                                      |
| Vélocité (m/s)                        | 990                         | 46±3             | 975±12             | nd                    | -                                      | -                   | 920±12             | 852±12             | -                   | -                                      |
| Pression moyenne (kg/mm²)             | 36,56                       | nd               | 36,56              | nd                    | -                                      | -                   | 36,56              | 36,56              | -                   | nd                                     |
| Pression maximale (kg/mm²)            | 40,78                       | nd               | 40,78              | 49,21                 | -                                      | -                   | 40,78              | 40,78              | -                   | nd                                     |
| Rayon de dispersion (mm)              | 51                          | -                | 127                | -                     | -                                      | -                   | 51                 | 127                | -                   | -                                      |
| Masse de l’étui (grs)                 | 94±5                        | 98±3             | 94±5               | 94±5                  | 94±7                                   | 94±5                | 94±5               | 94±5               | 94±5                | 98±3                                   |
| Longueur de l’étui (mm)               | 44.704                      | 44.704           | 44.704             | 44.704                | 44.704                                 | 44.704              | 44.704             | 44.704             | 44.704              | nd                                     |
| Diamètre du culot (mm)                | 9,525                       | 9,525            | 9,525              | 9,525                 | 9,525                                  | 9,525               | 9,525              | 9,525              | 9,525               | nd                                     |
| Diamètre à la base (mm)               | 9,475                       | 9,475            | 9,475              | 9,475                 | 9,475                                  | 9,475               | 9,475              | 9,475              | 9,475               | nd                                     |
| Diamètre de l’épaule (mm)             | 8,865                       | 8,865            | 8,865              | 8,865                 | 8,865                                  | 8,865               | 8,865              | 8,865              | 8,865               | nd                                     |
| Diamètre du collet (mm)               | 6,325                       | 6,325            | 6,325              | 6,325                 | 6,325                                  | 6,325               | 6,325              | 6,325              | 6,325               | nd                                     |
| Agent propulseur                      | IMR8208M                    | IMR4475          | IMR8208M           | HPC3                  | -                                      | carbonate de sodium | IMR8208M           | nd                 | carbonate de sodium | HPC13                                  |
| Charge (grs)                          | 25,5                        | 25               | 25,3               | 20                    | -                                      | 31                  | nd                 | nd                 | 31                  | 7                                      |
| Type d’amorce                         | Boxer                       | Boxer            | Boxer              | Boxer                 | Boxer                                  | Boxer               | Boxer              | Boxer              | Boxer               | Boxer                                  |
| Masse de l’amorce (grs)               | 4                           | nd               | 4                  | 4                     | -                                      | -                   | 4                  | 4                  | -                   | 4                                      |
| Explosif primaire                     | styphnate de plomb          | nd               | styphnate de plomb | nd                    | -                                      | -                   | styphnate de plomb | styphnate de plomb | -                   | styphnate de plomb                     |
| Identification                        | pas de marquage particulier | pointe cramoisie | pointe rouge       | étui plaqué de nickel | Cannelures sur le corps de la douille. | Cartouche noire     | pointe verte       | pointe orange      | Cartouche blanche   | Cannelures sur le corps de la douille. |